# Sommarnattljus
Sommarnattljus (Oenothera drummondii) är en dunörtsväxtart. Sommarnattljus ingår i släktet nattljussläktet, och familjen dunörtsväxter. Utöver nominatformen finns också underarten O. d. thalassaphila.

## Bildgalleri

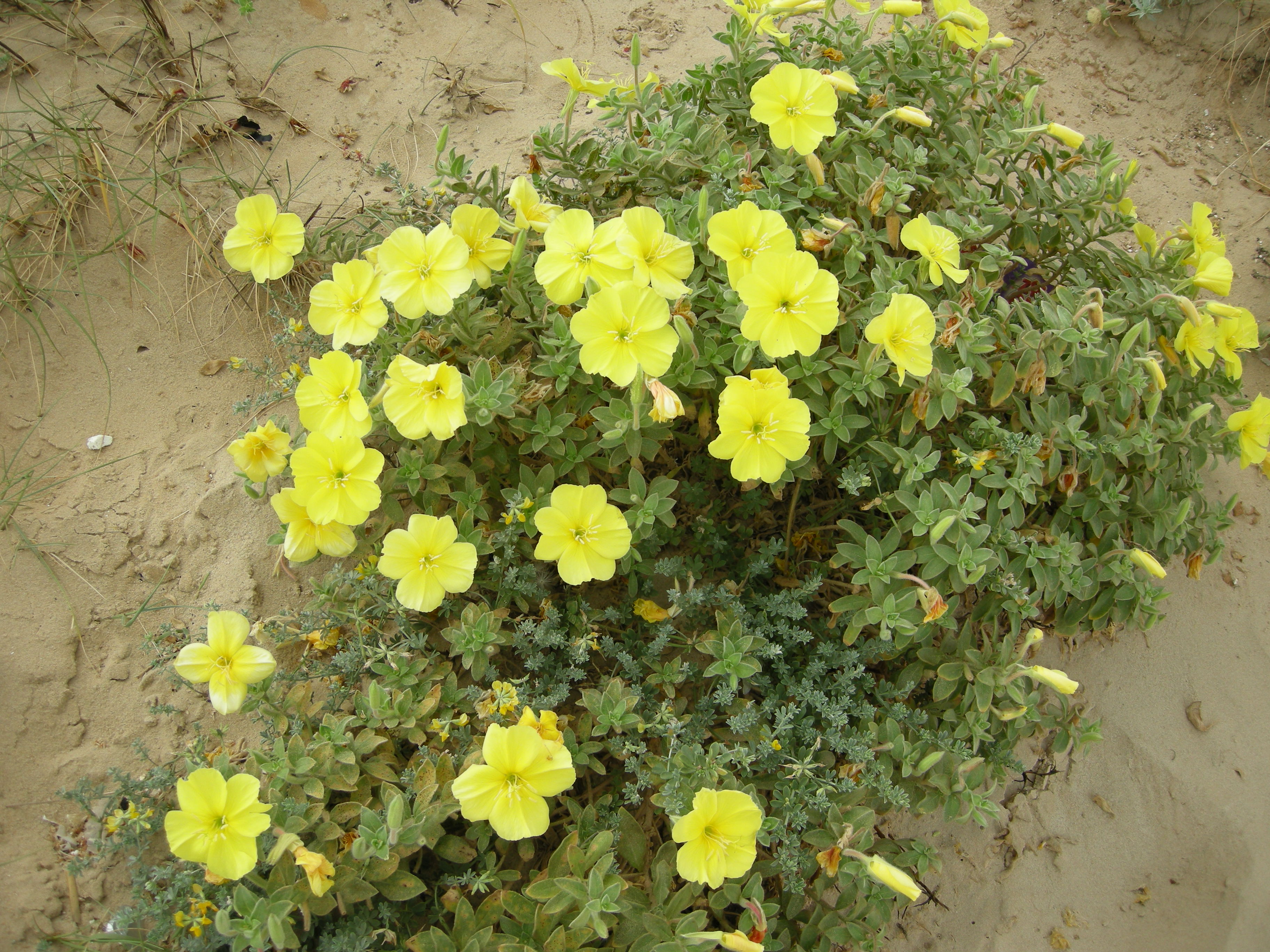